# 江加走

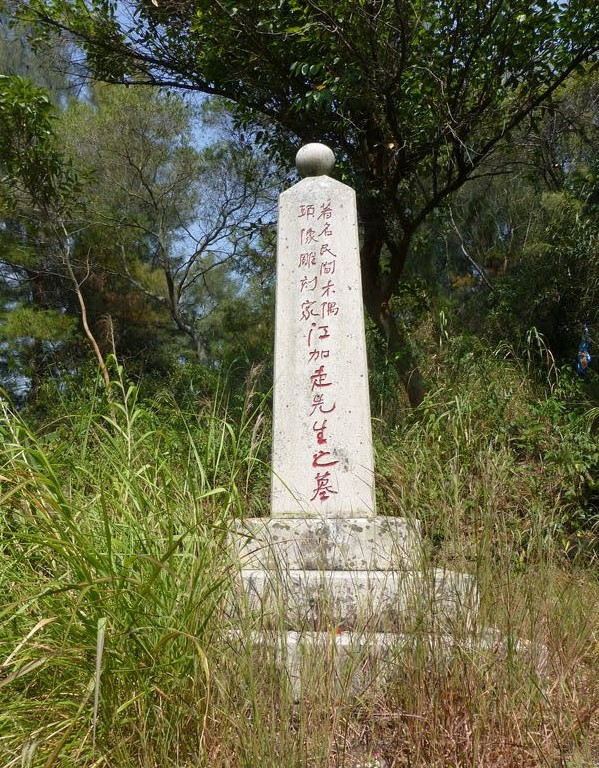
江加走墓

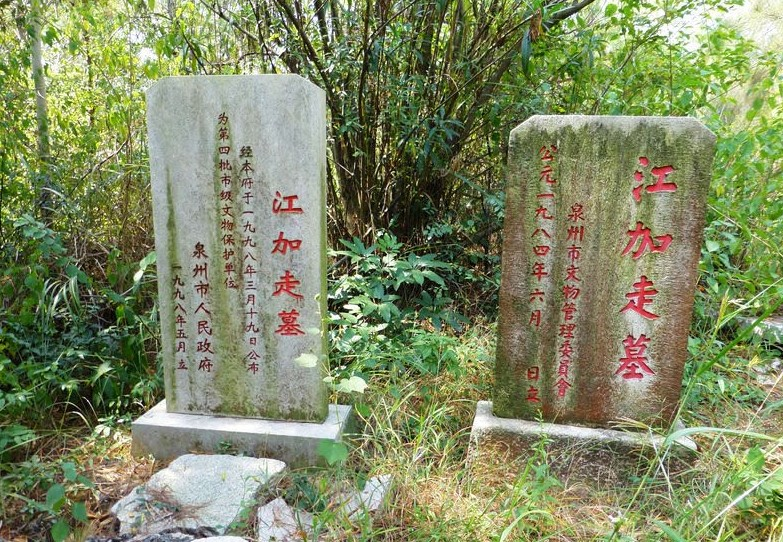
江加走墓石碑

江加走（1871年—1954年），又名家走，字长青，中国木偶制作艺术家。由于其作品精美，被称为“加走头”或“花园头”。江加走也被称为“木偶之父”。

## 生平
同治十年（1871年），江加走出生于泉州城北郊清源山下的花园头村（现泉州市丰泽区清源街道花园头村）环鼎路，其父江金榜为当地一名木偶艺人。江加走11岁就开始随父学艺，继承了泉州木偶头雕刻的优良传统。江加走18岁时，父亲病逝。他和哥哥江雨水分别负责雕刻和粉彩，并接受木偶戏班的定制。1920年江雨水去世，江加走把粉彩业务也一同承担。民国9年（1920年），他为掌中木偶戏《封神演义》创作全部木偶头像，轰动木偶界，声名大振。从此，逐渐包揽泉州、漳州、厦门、台湾和南洋各地的提线和掌中木偶头的制作业务。
江加走在虚心吸取前辈和同辈艺术家们丰富创作经验的同时，经常深入生活，细心观察各类人物的特征，加以形象概括和艺术创造。他从其父手中学到的50多种木偶头像，发展到280余种，其中250种都有名称，各县鲜明的性格和特征。头像的发式也由“平髻”发展到10多种。
1952年春，江加走应邀为泉州木偶实验剧团粉彩全部旧木偶头，后又为木偶剧团创作《小二黑结婚》的全部木偶头，以其造型典型、生动、个性突出受到高度的评价。同年11月，泉州木偶实验剧团到上海与苏联木偶专家奥布拉兹卓夫进行艺术交流；次年春又到北京演出，并拍摄《新潞安州》木偶剧影片；以后到罗马尼亚布加勤斯特参加国际木偶节演出。江加走的木偶头也因此扬名海内外。他的作品被定为国宝。
1954年，江加走被聘为中国美术家协会会员、华东美术家协会候补理事，被选为福建省文学艺术工作者联合会委员、福建省第一届人民代表。同年10月11日因病在家逝世。1958年，上海人民美术出版社精印出版《江加走木偶雕刻》，向国外发行。
中华人民共和国成立后，江加走曾担任中国美术家协会会员、华东美术家协会理事，福建文联委员和省人大代表。1954年10月11日夜，江加走病逝。中华人民共和国文化部拨款为其在清源山老君岩前筑基立碑。
他在七十年的艺术生活中，创造了二百八十种富有性格特征的木偶形象，刻工精致，脸部描绘富有装饰意趣，保存了宋画的风格，一些头像结构能够活动，张口眨眼，生动传神。1958年，上海人民美术出版社出版了《江加走木偶雕刻》一书。
1972年中日建交时，中國總理周恩来曾将江加走的木偶作为国礼赠给日本首相田中角荣。江加走木偶头雕刻被列入第二批国家级非物质文化遗产。